# ناحیه هاولیچکوف برود
ناحیهٔ هاولیتشکوف برود (به لاتین: Havlíčkův Brod District) یک ناحیه در جمهوری چک است که در منطقه ویسوچینا واقع شده‌است. ناحیهٔ هاولیتشکوف برود ۱٬۲۶۴٫۹۵ کیلومتر مربع مساحت و ۹۵٬۰۹۱ نفر جمعیت دارد.